# Просаловская, Инесса Леонидовна
Инесса Леонидовна Просало́вская (р. 1947) — советская и российская оперная певица (сопрано).

## Биография
Родилась 2 февраля 1947 года г.донецк ростовской облости.Окончила ЛМУ имени Н. А. Римского-Корсакова. В 1974 году окончила ЛГК имени Н. А. Римского-Корсакова (класс Т. Н. Лавровой), с того же года солистка ЛМАТОБ. Пела в МДТ имени К. С. Станиславского, ГАБТ, ЛАТОБ имени С. М. Кирова, ЛАТД имени А. С. Пушкина. Выступала в Ковент-Гардене (Лондон), Амстердамской опере (Голландия), Пармском оперном театре (Италия). Выступает как концертная певица.

## Театральные работы
- «Катерина Измайлова» Д. Д. Шостаковича — Катерина Измайлова
- «Мария Стюарт» С. М. Слонимского — Мария Стюарт

Фильм-спектакли
- 1978 — Джанни Скикки
- 1985 — Доротея
- 1987 — Как поживёшь, так и прослывёшь

## Признание
- заслуженная артистка РСФСР (13.5.1983).
- Государственная премия РСФСР имени М. И. Глинки (1983) — за исполнение заглавной партии в оперном спектакле «Мария Стюарт» С. М. Слонимского, поставленный на сцене ЛМАТОБ
- Лауреат Всесоюзного конкурса вокалистов имени М. И. Глинки (4-я премия, 1975), Международного конкурса вокалистов имени Ф. Виньяса в Барселоне (Гранпри и приз «За лучшее исполнение песен Ф. Шуберта», 1977).